# Füreya Koral

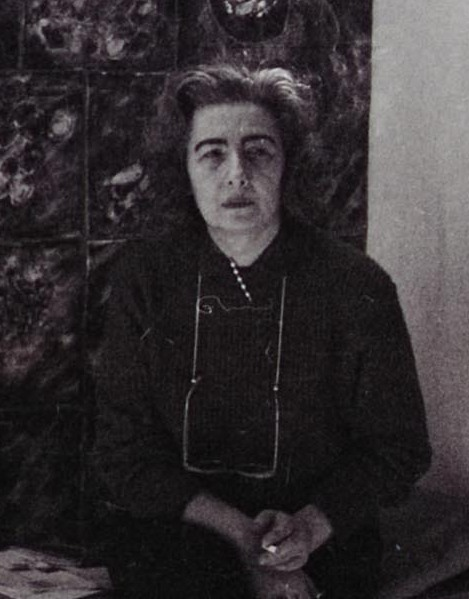
Füreya Koral (1965)

Füreya Koral (* 12. Juni 1910 in Istanbul; † 26. August 1997 ebenda) war eine türkische Künstlerin. Sie gilt als erste Keramikkünstlerin der Türkei.

## Leben
Füreya Koral wurde 1910 als Tochter des Offiziers und Politikers Mehmet Emin Koral und der Hakkiye Hanım geboren. Beide Eltern stammten aus angesehenen osmanischen Familien. Koral wuchs in einem bildungsbürgerlichen Haus auf und beschäftigte sich schon früh mit Musik, Malerei und Literatur. Viele Mitglieder der Familie waren Künstler oder Literaten. Ihr Großvater mütterlicherseits, der General Mehmet Şakir Paşa, war begeisterter Fotograf und interessierte sich für Fayence-Kunst. Ihr Onkel Cevat Şakir war Schriftsteller, ihre Tante Aliye Berger Gravurkünstlerin, die Tante Fahrelnisa Zeyd Malerin. Früh lernte sie Klavier und Violine. Ihr erster Geigenlehrer war der ungarische Geigenvirtuose Charles Berger, der spätere Ehemann ihrer Tante Aliye. Korals künstlerisches Schaffen ist stark von ihm geprägt. Schon mit neun Jahren konnte sie, wie viele Familienmitglieder, fließend Französisch sprechen.
1927 schloss Koral das französischsprachige Lycée Notre Dame de Sion Istanbul ab und studierte anschließend Philosophie an der Universität Istanbul.  Mit 20 Jahren heiratete sie den Großgrundbesitzer Sabahattin. Doch die Ehe stand unter keinem guten Stern. Koral verlor ein Kind, ließ sich schließlich nach zwei Jahren scheiden und kehrte nach Istanbul zurück in das Haus der Eltern. 1935 heiratete sie Ali Kılıç, einen engen Vertrauten von Mustafa Kemal Atatürk, den sie schon seit ihrer Kindheit kannte. Sie zog von Istanbul zu ihrem Mann nach Ankara. Dort war sie vor allem Ehefrau eines angesehenen Vertreters der jungen Republik Türkei. Sie verkehrte in der „besseren Gesellschaft“ und arrangierte Empfänge für Gäste Atatürks. Mit dem Tod des türkischen Präsidenten im Jahr 1938 kehrte das Paar nach Istanbul zurück.
Mitte der 1940er Jahre erkrankte Koral an einer ernsthaften Tuberkulose. Um gesund zu werden, reiste sie in eine Spezialklinik im schweizerischen Leysen. Aus dem Wunsch nach Beschäftigung befasste sie sich in dieser Zeit intensiv mit Bildender Kunst. Ihre Tante Fahrelnisa sandte ihr zum Zeitvertreib Kunstmaterialien zu, darunter auch Ton. Die Beschäftigung damit war die erste Auseinandersetzung mit Keramikkunst. Bald nahm sie privaten Unterricht. 1947 mietete sich Koral ein Atelier in Lausanne und arbeitete intensiv mit Keramik. 1950 ging sie nach Paris und konnte dort in einem privaten Atelier arbeiten. Erste Keramiken und Lithografien wurden 1951 in Paris ausgestellt. Die frühen Arbeiten sind inspiriert von den klassischen Häkelmotiven Anatoliens (Yazma- und Antebmotive). Auch hethitische Malereien und die Blumenmotive aus Iznik dienten ihr als Anregung. Die Kritiker äußerten sich lobend und hoben Korals „Synthese aus östlicher und westlicher Kunst“ hervor. Angespornt von den Kritiken beschloss die junge Türkin, als Künstlerin zu arbeiten.
Noch im gleichen Jahr kehrte sie in die Türkei zurück und stellte dort in der ersten türkischen Galerie aus. Anfang der 1950er Jahre beschäftigte sie sich so intensiv mit ihrer Kunst, dass darüber 1954 auch die zweite Ehe zerbrach. Sie nahm sich eine eigene Wohnung und richtete sich dort ein Atelier ein. Die neuen Räumlichkeiten waren nicht nur eines der ersten Keramikkunstateliers der Türkei, sondern wurden auch Treffpunkt für Künstler und Intellektuelle der Stadt. Immer wieder bildete Koral hier auch Kunststudenten aus.
1957 konnte die Künstlerin mit einem Rockefeller-Stipendium nach Südamerika reisen und studierte dort intensiv die Kunst der Maya und der Azteken und nahm Elemente davon in ihre Kunst auf. Angeregt von der präkolumbischen Kunst schaute sie auch nach der antiken Kunst ihres Landes und fand in der Kunst der Hethiter weitere Inspiration. Insbesondere Vögel und Fische wurden zu einem häufigen Motiv. Für die Fliesen verwendet sie abstrakte Muster in gedämpfter Farbigkeit. In den 1960er Jahren wandte sich Koral dann stärker abstrakten Motiven zu. Anfang der 1970er Jahre arbeitete sie gemeinsam mit dem türkischen Bildhauer Gürdal Duyar an Plastiken. In den 1980er Jahren widmete sich Koral dem Thema „Träume“.
Koral starb 1997 in ihrer Heimatstadt und wurde auf dem Friedhof der Insel Büyükada bestattet.

## Werk und Bedeutung
Koral war eine der ersten türkischen Keramikkünstlerinnen. Sie gilt als Pionierin der modernen Keramikkunst in der Türkei und mischte Elemente der islamischen mit der westlichen Kunst und arbeitete neben der klassischen Fayenceriekunst auch mit Vasen, Tellern und Statuen. Außerdem fertigte sie auch Gebrauchskeramik.

## Auszeichnungen
- 1955: Silbermedaille bei der Internationalen Keramikausstellung in Cannes
- 1962: Goldmedaille bei der Internationalen Ausstellung in Prag
- 1967: Silbermedaille bei der Internationalen Keramikausstellung in Istanbul
- 1981: Medaille des Kultusministeriums der Türkischen Republik
- 1986: Auszeichnung der Sedat Simavi Stiftung für bildende Kunst (zusammen mit Neşe Erdok)

## Ausstellungen
Koral hatte mehr als 32 Ausstellungen in vielen Ländern, darunter im Salon d’Octobre in Paris, dem Museo de Arte Moderno in Mexiko-Stadt, im Náprstek-Museum in Prag, dem Smithsonian Institute in Washington, D.C. und in Galerien in der Türkei. Außerdem nahm sie an den Internationalen Keramikausstellungen in Cannes (1955), Prag (1962) und Istanbul (1967) teil. 2009/10 wurde ihr zum 100. Geburtstag eine Ausstellung im Rezan Has Müzesi ausgerichtet.

## Rezeption
Die Autorin Ayşe Kulin schrieb im Jahr 2000 den biographischen Roman Füreya über das Leben der Künstlerin.

## Arbeiten im öffentlichen Raum
- 1960: Wandvertäfelung in der Eingangshalle des Marmara-Hotels, Istanbul
- 1962: Wandvertäfelung im Ulus-Einkaufszentrum, Ankara
- 1963: Wandvertäfelung im Einkaufszentrum Manifaturacılar Çarşısı, Istanbul
- 1965: Wandvertäfelung in der Fakultät für Zahnmedizin an der Hacettepe-Universität, Ankara
- 1966: Wandvertäfelung für den Hauptsitz der Ziraat Bank, Istanbul
- 1969: Wandvertäfelung im Divan Hotel, Taksim, Istanbul
- 1969: Wandvertäfelung für die Zentrale der Versicherungsgesellschaft Tam Sigorta, Ankara
- 1969: Wandvertäfelung in der Divan-Hotel-Konditorei, Taksim, Istanbul
- 1969: Wandvertäfelung im Sheraton Hotel Istanbul